# Divnogorsk
Huyện Divnogorsk (tiếng Nga: ? райо́н) là một huyện hành chính tự quản (raion), của Vùng Krasnoyarsk, Nga. Huyện có diện tích 6 km², dân số thời điểm ngày 1 tháng 1 năm 2000 là 29200 người. Trung tâm của huyện đóng ở Divnogorsk.